# نازبشقابی موج‌دار
نازبشقابی موج‌دار (نام علمی: Aeonium undulatum) نام یک گونه از سرده نازبشقابی است.